# Perasia multilinea
Perasia multilinea là một loài bướm đêm trong họ Noctuidae.